# Tawleed
Le Tawleed est une race de chevaux à sang chaud développée dans la région de Khartoum, au Soudan, à partir de la race locale du Soudanais, et du Pur-sang. Moins résistant à la chaleur et aux privations que les races locales, il est destiné aux courses hippiques.

## Histoire
La création de la race Tawleed résulte de l'histoire coloniale du Soudan avant son indépendance, avec l'influence de la Grande-Bretagne et de l'Égypte. Durant l'époque britannique, l'élevage équin est fortement influencé par des importations de chevaux anglais. Le Tawleed provient de croisements opérés sur la race locale dite Sudan Country-Bred (ou Soudanais, abrégé en SCB) avec diverses races d'origine extérieure, en particulier le Pur-sang anglais,. L'objectif initial est l'obtention d'un cheval de selle.
Les importations de chevaux anglais et européens vers le Soudan s'accroissent au milieu du XXe siècle, initialement pour permettre aux colons de jouer au polo. Après l'indépendance du Soudan en 1956, ces chevaux sont laissés sur place, et récupérés par les peuples locaux. Les Tawleed acquièrent une grande réputation au Soudan, mais de nombreux croisements sont opérés avec d'autres races locales.

## Description
Le Tawleed est un cheval de sang, d'apparence légère et harmonieuse par comparaison aux autres races africaines locales, dont la tête présente un profil rectiligne. La race manque de résistance aux conditions climatiques de sa région d'élevage, notamment à la sécheresse, aux privations de nourriture, et à l'absence d'ombre,,. 
La robe noire est possible, de même que le bai, l'alezan et le gris.
Il n'existe ni élevage sélectif, ni association vouée au Tawleed, ni gestion d'un stud-book.

## Utilisations
Il est destiné essentiellement au sport hippique, à savoir les courses dans la région de Khartoum. L'influence du Pur-sang lui a donné une vitesse de course importante. 

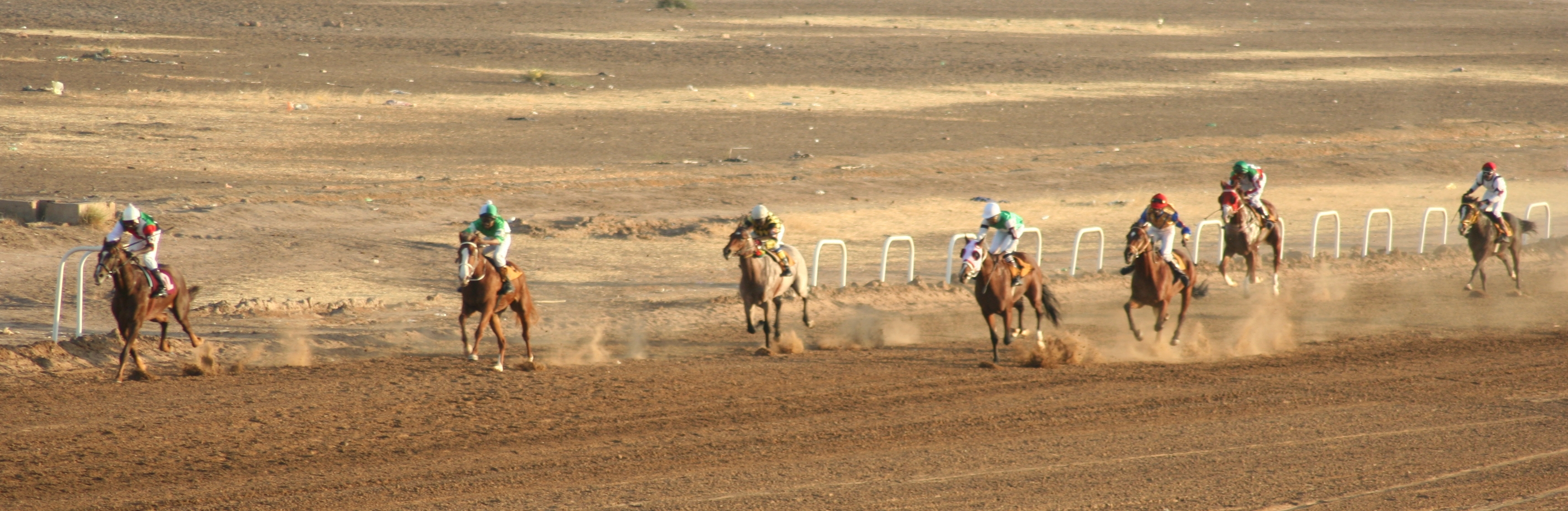
Course de chevaux à Khartoum, en 2007.

## Diffusion de l'élevage
Le Tawleed est considéré comme une race de chevaux locale et propre au Soudan, élevée uniquement dans la région de Khartoum,. L'étude menée par l'Université d'Uppsala, publiée en août 2010 pour la FAO, signale le Tawleed comme race de chevaux locale africaine dont le niveau de menace est inconnu. Le niveau de menace sur cette race au Soudan n'est pas non plus renseigné dans la base de données DAD-IS, qui ne fournit aucun relevé de ses effectifs. Il s'agit vraisemblablement d'une race rare, comptant peut-être une centaine d'individus.